# Дівчина у потягу (фільм, 2016)
«Дівчина у потягу» (англ. The Girl on the Train) — американський містичний фільм-трилер, знятий Тейтом Тейлором за однойменним романом Поли Гоукінз. Прем'єра стрічки в Україні відбулася 13 жовтня 2016 року, передогляд розпочався 6 жовтня 2016 року. Фільм розповідає про дівчину Рейчел, яка опиняється втягнутою в заплутану історію через те, що вона випадково побачила.

## У ролях
- Емілі Блант — Рейчел Вотсон
- Ребекка Фергюсон — Анна
- Гейлі Беннетт — Меган Гіпвелл
- Джастін Теру — Том
- Люк Еванс — Скотт Гіпвелл
- Едгар Рамірес — доктор Камаль Абдік
- Еллісон Дженні — офіцер Райлі
- Ліза Кудров — Марта
- Лаура Препон — Кеті

## Виробництво
24 березня 2014 року DreamWorks Pictures придбала права на екранізацію дебютного роману Поли Гоукінз «Дівчина у потягу». 13 січня 2015 року Ерін Крессида Вілсон була найнята для написання сценарію. 21 травня 2015 року DreamWorks призначив Тейта Тейлора режисером фільму. У червні 2015 року стало відомо, що Емілі Блант запропонували виконувати головну роль. У липні 2015 року, Гоукінз повідомила виданню «The Sunday Times», що місце дії у фільмі буде перенесено з Лондона у Вестчестер, Нью-Йорк. 18 серпня 2015 року Deadline.com підтвердив, що Ребекку Фергюсон було обрано на роль Анни. 24 серпня 2015 року Гейлі Беннетт долучилася до акторського складу.
У жовтні 2015 до акторського складу приєдналися Еллісон Дженні, Едгар Рамірес і Джастін Теру. 3 листопада 2015 року Ліза Кудров була обрана на роль Марти. У листопаді 2015 року Люк Еванс був затверджений на роль Скотта Гіпвелла.

### Зйомки
Зйомки фільму почались 4 листопада 2015 року в Нью-Йорку. Зйомки відбулися у Вайт-Плейнс наприкінці листопада 2015 року, а також у Гастінгсі-на-Гудзоні й Ірвінгтоні, штат Нью-Йорк. Зйомки завершились 30 січня 2016 року.

## Сприйняття

### Критика
Стрічка отримала змішані відгуки кінокритиків. На вебсайті агрегаторі відгуків Rotten Tomatoes стрічка має рейтинг 51 % (на підставі 49 оглядів) і середню оцінку 5,8/10. На Metacritic фільм отримав від кінокритиків середній бал 50 зі 100 (ґрунтуючись на 20 рецензії).
З негативною критикою персонажів виступив Тодд Мак-Карті із The Hollywood Reporter: «Для того, щоб скласти загальну картину треба зрозуміти як різні персональні історії й шматки наративу у підсумку сплітаються, створюючи краплину інтересу, але персонажі настільки застиглі й плоскі, що взагалі не викликають зацікавлення». Кінокритик вебсайту TheWrap, Роберт Абель, у своїй рецензії відмітив, що «загальний настрій створений убогими, обмеженими візуальними ефектами й логіко-напруженими ритмами чогось, по чому швидко пробігся очима і викинув, як таблоїдна стаття або фільм на кабельному каналі».
Присутні також не такі негативні відгуки, зокрема критик Лія Грінблатт із Entertainment Weekly відмітила, що режисер «спритно подає похмурі, гнітючі загрози й переплетення сюжетних ліній, вимальовуючи шалено яскравий перформанс від акторського складу, зокрема від двох провідних жіночих ролей»

### Нагороди й номінації
| Список нагород і номінацій     | Список нагород і номінацій | Список нагород і номінацій | Список нагород і номінацій | Список нагород і номінацій | Список нагород і номінацій |
| Кінопремія                     | Дата церемонії             | Категорія                  | Номінант(и)                | Результат                  | Дж                         |
| ------------------------------ | -------------------------- | -------------------------- | -------------------------- | -------------------------- | -------------------------- |
| Кінопремія Голлівуду           | 6 листопада 2016           | Найкращий продюсер         | Марк Платт                 | Перемога                   | [ 24 ]                     |
| Премія БАФТА                   | 12 лютого 2017             | Найкраща акторка           | Емілі Блант                | В очікуванні               | [ 25 ]                     |
| Премія Гільдії кіноакторів США | 29 січня 2017              | Найкраща акторка           | Емілі Блант                | В очікуванні               | [ 26 ]                     |